# بروتين الريبوسوم L11
بروتين الريبوسوم L11 (بالإنجليزية: Ribosomal Protein L11)‏ (RPL11) هوَ بروتين يُشَفر بواسطة جين RPL11 في الإنسان. الريبوسومات هي العضيات التي تحفز تخليق البروتين، تتكون من وحدة فرعية صغيرة 40S ووحدة فرعية كبيرة 60S. تتكون هذه الوحدات الفرعية معًا من 4 أنواع من رنا RNA وحوالي 80 بروتينًا مميزًا من الناحية الهيكلية. ويعد أحد مكونات الوحدة الكبرى 60S للريبوسوم والذي يلعب دورًا مهمًا في الترجمة في عملية الاصطناع الحيوي للبروتين (التي تشكل جزءا من عملية التعبير الجيني).

## الأهمية السريرية
يعتبر واسم حيوي للتنبؤ بعدم تحمل دواء الفلورويوراسيل للمرضى المصابين بسرطان المعدة.

## تفاعلات
وجد أنه يتفاعل مع:
- BLMH[5]
- Mdm2[6][7]
- GLTSCR2[8]
- مثبط الأورام المتعددة 1[6]
- بروتين مثبط الورم 53[6]
- PML[9]

## روابط خارجية
- بروتين الريبوسوم L11 في نظام فهرسة المواضيع الطبية (MeSH) للمكتبة الوطنية الأمريكية للطب.
- نظرة شاملة على جميع المعلومات الهيكلية المتاحة في بنك بيانات البروتينات (PDB) لـقاعدة البيانات يونيبروت (UniProt): P62913 (بروتين الريبوسوم L11) في بنك بيانات البروتين في أوروبا (PDBe-KB).